# Forza Odica
La forza Odica (anche detta Od [od], Odyle) è il nome dato a metà del XIX secolo ad una ipotetica energia vitale o forza vitale, dal Barone Karl von Reichenbach, eclettico scienziato tedesco noto per la scoperta di molte sostanze chimiche e di nuovi processi industriali. 
Reichenbach stava indagando sul modo in cui il sistema nervoso di persone affette da nevrastenia, sonnambulismo, isteria e fobie fosse influenzato da varie sostanze e dalle fasi lunari. In seguito a ciò, egli fu portato a concepire l'esistenza di una nuova forza affine all'elettricità, magnetismo e calore. Egli ritenne inizialmente che tale forza fosse irradiata da molte sostanze e, in seguito, da tutta la materia in quanto tale, e che l'influenza sul sistema nervoso delle persone è tanto maggiore quanto più queste sono sensibili.  Reichenbach la chiamò "forza Odica". 
Grazie alla disponibilità economica e alla influenza acquisite con le scoperte di utilità industriale, Reichenbach dedicò tutto il suo tempo ad indagare con metodo e meticolosità la nuova forza da lui ipotizzata. Dopo moltissimi esperimenti eseguiti con l'aiuto di sensitivi che fungevano da "strumenti di rilevazione", Reichenbach pubblicò nel 1840 un ponderoso volume in lingua tedesca dal titolo "Physikalisch-physiologische Untersuchungen über die Dynamide des Magnetismus", successivamente tradotto nel 1851 nell'inglese "Physico-Physiological Researches on the Dynamics of Magnetism, Electricity, Heat, Light, Crystallization, and Chemism, in their Relations to Vital Force". In questa voluminosa opera, Reichenbach rivela che la forza Odica è visibile da tutte le persone che abbiano un minimo di sensitività, a condizione di essere nella più totale oscurità e dopo almeno una o due ore di adattamento della vista al buio totale. 

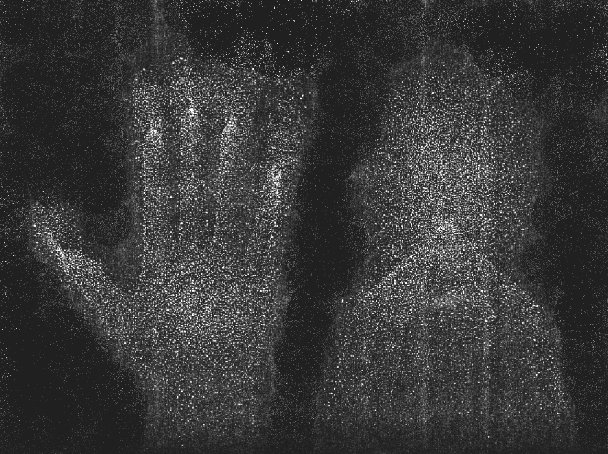
Ecco come, secondo Reichenbach, apparirebbe la forza Odica di una mano e di un cristallo, al buio, all'occhio del sensitivo (dettaglio, dall'opera Researches on Magnetism, ecc., Pubblico dominio)

A tale scopo Reichenbach aveva adattato una stanza del suo castello di Reisenberg a camera oscura, schermandola totalmente dalla luce esterna, e in essa sperimentò a lungo con soggetti ritenuti sensitivi in base a determinate caratteristiche da lui notate. Nella succitata opera Rechenbach afferma che in tali condizioni la forza Odica appare ai soggetti sensibili come una tenue luminosità, un'aura che circonda gli esseri viventi, in ogni parte del corpo ma soprattutto da mani, piedi e testa. Tale luminosità promanerebbe anche dai cristalli, e specialmente dalla loro punta, dalla quale sarebbe emanato una sorta di "pennacchio" simile a quello di una fiamma. Anche i magneti secondo Reichenbach emettono allo stesso modo dai loro poli. Osservando diversi materiali e sostanze chimiche i sensitivi riferirono a Reichenbach che anche questi avevano una loro luminosità caratteristica e davano loro sensazioni peculiari e riconoscibili. Egli ci dice che la forza Odica viene liberata inoltre anche dalle reazioni chimiche di ogni genere, dalla vibrazione acustica e dall'attrito, sempre con le stesse caratteristiche. 
Reichenbach riporta di aver così scoperto che la forza Odica è polare, si manifesta cioè in un modo duale, essendo visualizzata e percepita dalle persone abbastanza sensibili con due diverse modalità, le quali danno diverse sensazioni.  La prima, definita Od-negativo, appare alla vista di colore blu/violetto e al contatto dà una lieve sensazione di piacevole freschezza che si diffonde nella mano e nel braccio. Essa promana dalla punta dei cristalli, dal polo nord dei magneti, dalla maggior parte delle sostanze acide, da tutti i corpi quando vengono riscaldati, dai corpi in intensa vibrazione acustica, dalla luce solare riflessa (specialmente nella componente blu-violetto), e da tutte le reazioni chimiche.  La seconda, definita Od-positivo, appare alla vista di colore rosso/giallo e al contatto dà una lieve sensazione di sgradevole tepore. Questa promana invece dalla base dei cristalli, dal polo sud dei magneti, dalla maggior parte delle sostanze alcaline, dalla luce solare rifratta e da quella lunare (specie nella componente rosso-arancione-giallo), e dalla frizione dei corpi (attrito).
Reichenbach ipotizzava, nella sua opera "Physico-Physiological Researches on the Dynamics of Magnetism, Electricity, Heat, Light, Crystallization, and Chemism, in their Relations to Vital Force", che di conseguenza anche la respirazione e la digestione generassero forza Odica, in quanto reazioni chimiche. Con molte osservazioni nella camera oscura, egli ne ebbe conferma. Reichenbach era a conoscenza delle tinozze di "acqua magnetizzata" usate da Franz Anton Mesmer nelle sue "sedute terapeutiche", e da opere dello stesso (Memoires de Mesmer) aveva appreso che si trattava di tini di legno pieni d'acqua, sul cui fondo erano disposti molti strati alternati di varie sostanze putrescibili o comunque reagenti con l'acqua. Questo convinse Reichenbach che in tal modo Mesmer generava in effetti grosse quantità di forza Odica. Dunque, egli si disse, altrettanto avviene nell'intestino crasso, durante la digestione, in aggiunta alle reazioni chimiche della respirazione e di tutto il metabolismo. Così si convinse definitivamente che l'energia Odica osservata dai suoi sensitivi come promanante da tutti gli esseri viventi, detta aura, avesse proprio tale origine. 
I fautori della forza Odica dicono che essa è assai simile al concetto orientale di prana e qi. Ma Von Reichenbach non collegò la forza Odica con altre teorie vitalistiche, a parte il citato mesmerismo.

## La posizione del mondo scientifico
Il Barone von Reichenbach espose in dettaglio il concetto di forza Odica in un articolo molto lungo, Researches on Magnetism, Electricity, Heat and Light in their Relations to Vital Forces, che inusitatamente comparve in un numero speciale della rispettabile rivista scientifica Annalen der Chemie und Physik. 
Era quello un periodo storico denso di nuove scoperte scientifiche, e Reichenbach si aspettava che il suo lavoro sulla ipotetica nuova forza Odica fosse accolto con grande interesse dal mondo scientifico. Invece, probabilmente perché la scienza aveva appena finito di demistificare il mesmerismo, il suo lavoro venne quasi totalmente ignorato, e perfino ne risentì il prestigio personale dello stesso Reichenbach, accumulato con tutte le sue precedenti scoperte chimiche e industriali. 
La scienza reagì in tal modo, oltre che per le considerazioni su riportate, anche e soprattutto perché tutto il lavoro di Reichenbach sulla forza Odica non si appoggiava a dati ottenuti con strumenti di rilevazione, anche se innovativi, ma unicamente sulla testimonianza dei sensitivi, per quanto molti di essi appartenessero anche a classi sociali elevate e godessero di pubblica stima. 
Ma Reichenbach non si rassegnò mai, e passò gli ultimi anni della sua vita cercando inutilmente di convincere gli scettici, anche attraverso una serie di lettere a giornali e a uomini di scienza, lettere che chiariscono ulteriormente il suo lavoro e le sue ipotesi, e che vennero poi pubblicate nel volume "The Odic Force: Letters on Od and Magnetism".
La forza Odica fu tirata in ballo per spiegare il fenomeno dell'ipnosi. Nel Regno Unito di Gran Bretagna e Irlanda fu un fiorire di indagini su questo tema, a seguito della traduzione delle "Researches" di Reichenbach, da parte di un professore di chimica dell'Università di Edimburgo.  Queste successive ricerche provarono a dimostrare che molti fenomeni Odici erano della stessa natura di quelli descritti da Franz Mesmer, e perfino ancor prima da Emanuel Swedenborg.

## Principali opere di Reichenbach sulla forza Odica
Karl von Reichenbach - Physico-Physiological Researches on the Dynamics of Magnetism, Electricity, Heat, Light, Crystallization, and Chemism in Their Relation to Vital Force. - Kessinger Publishing Co (31 Jul 2006) - ISBN 1428647783 -  ISBN 978-1428647787
Karl von Reichenbach - Researches on Magnetism, Electricity, Heat and Light in their Relations to Vital Forces - Annalen der Chemie und Physik.
Karl von Reichenbach - The Odic Force: Letters on Od and Magnetism. Traslation by O'Byrne - Book Tree, US (1 Jan 2000) - ISBN 1585090018 - ISBN 978-1585090013
Karl von Reichenbach - Lettere sull'OD e il magnetismo., incluso in L'Energia Odica., Traduzione di M.Vecchi - OmPhi Labs (dicembre 2013) - ISBN 978-8890883132